# جواز سفر سورينامي
يصدر جواز سفر سورينامي لمواطني سورينام للسفر الدولي. يعدّ جواز السفر سورينامي جواز سفر الجماعة الكاريبية لان سورينام عضوا في الجماعة الكاريبية. اعتبارًا من 2 يوليو 2019 كان لدى مواطني سورينام تأشيرة بدون تأشيرة أو تأشيرة عند الوصول إلى 78 دولة وإقليم، مما جعل جواز سفر سورينام يحتل المرتبة 66 من حيث حرية السفر وفقًا مؤشر هينلي لجوازات السفر.